# Darmkrebs-Aktion
Die Darmkrebsaktion war von 2006 bis 2009 eine Kampagne mit dem Ziel der gesundheitlichen Aufklärung über Darmkrebs unter der Ägide der Deutschen Krebsgesellschaft. Ziel war die direkte Ansprache Erkrankter und die niedrigschwellige Information der gesamten Bevölkerung, um Wissen über Vorsorge und Früherkennung der Krankheit zu vermitteln.

## Gesundheitspolitische Notwendigkeit der Kampagne
Darmkrebs ist in Deutschland sowohl bei Frauen, als auch bei Männern die Krebserkrankung mit der zweithöchsten Neuerkrankungs- und Mortalitätsrate. Jährlich entwickelt sich bei über 73.000 Menschen ein bösartiger Tumor, knapp 28.000 Menschen sterben daran; er ist bereits in seinen Vorstufen erkenn- und behandelbar.
Der Kern der Darmkrebs-Früherkennung, die Darmspiegelung, ist nicht in wünschbarem Masse akzeptiert. Als Gründe dafür werden Bequemlichkeit, verzerrt interpretierte Fakten oder unzutreffende Annahmen vermutet:
- Der Bereich des Enddarms und des Rektums ist ein unangenehmes Thema.
- Es werden Unannehmlichkeiten oder Schmerzen bei der Durchführung befürchtet. Solche Befürchtungen sind nicht völlig unbegründet, jedoch fast immer übertrieben: Aufgrund des invasiven Charakters der Koloskopie kommt es sehr selten zu Verletzungen.
- Generell hält sich Mensch zurück, solange keine unmittelbare Bedrohung vorliegt.

Bei den Darmkrebsaktionen 2006 und 2007 wurden in 13 deutschen Städten 3.800 Besucher erreicht.

### Missverhältnis von Information und Motivation
Ergebnisse einer Studie der Stiftung Lebensblicke e.V. belegen, dass Informationsangebote Erfolge zeigen: Über 85 % der Bürger wussten 2008, dass es Früherkennungsuntersuchungen zum Aufdecken von Darmkrebs gibt. 61 % sprachen sich dafür aus, ab einem gewissen Alter eine entsprechende Untersuchung wahrzunehmen. Allerdings haben sich nur 42 % der über 50-Jährigen tatsächlich solchen Untersuchungen unterzogen, wobei auch Menschen mitgezählt wurden, die sich aus anderen Gründen als der Prävention einer Koloskopie unterzogen hatten.

## Konzeptueller Aufbau der Veranstaltungen
Ein wesentliches Ziel der Veranstaltungen ist die Wissensvermittlung durch Vorträge onkologischer Experten mit denen die Teilnehmer auch in einen Dialog treten können. Es soll erreicht werden, dass die Motivation zu einer Untersuchung zu gehen durch positive Informationen steigt. Ein begehbares Darmmodell dient dazu, die Entstehung der Krankheit zu veranschaulichen. Um den Teilnehmern die Ernährungsproblematik aufzuzeigen, fanden außerdem Schaukochen statt.